# Canton de Chevreuse
Le canton de Chevreuse est une ancienne division administrative française, située dans le département des Yvelines et la région Île-de-France.

## Composition
Le canton de Chevreuse groupait 13 communes jusqu'en mars 2015 :
- Cernay-la-Ville : 1 727 habitants,
- Chevreuse : 5 809 habitants,
- Choisel : 538 habitants,
- Dampierre-en-Yvelines : 1 051 habitants,
- Le Mesnil-Saint-Denis : 6 518 habitants,
- Lévis-Saint-Nom : 1 696 habitants,
- Magny-les-Hameaux : 8 769 habitants,
- Milon-la-Chapelle : 339 habitants,
- Saint-Forget : 521 habitants,
- Saint-Lambert-des-Bois : 380 habitants,
- Saint-Rémy-lès-Chevreuse : 7 651 habitants,
- Senlisse : 484 habitants,
- Voisins-le-Bretonneux : 12 153 habitants.

## Représentation
- De 1833 à 1848, les cantons de Chevreuse et de Limours avaient le même conseiller général. Le nombre de conseillers généraux était limité à 30 par département[1].

### Conseillers généraux de 1833 à 2015
- 1833 à 1967 : Seine-et-Oise
- 1967 à 2015 : Yvelines

| Période | Période           | Identité                                                            | Étiquette       | Qualité |
| ------- | ----------------- | ------------------------------------------------------------------- | --------------- | --- |
| 1833    | 1833 (annulation) | Duc Honoré Théodoric d'Albert de Luynes                             | Droite          | Numismate et archéologue Chef de bataillon de la Garde nationale Propriétaire à Dampierre Député (1848-1851)                                                                                               |
| 1833    | 1836              | Jean-Charles Prudhomme (1762-1839)                                  |                 | Propriétaire, maire de Jouars-Pontchartrain |
| 1836    | 1852              | Duc Honoré Théodoric d'Albert de Luynes                             | Droite          | Numismate et archéologue Chef de bataillon de la Garde nationale Propriétaire à Dampierre Député (1848-1851)                                                                                               |
| 1852    | 1874              | Comte Alexandre Charles Joseph Le Tonnelier de Breteuil (1819-1906) |                 | Officier de cavalerie, ordonnance du Ministre de la Guerre, maire de Choisel |
| 1874    | 1880              | Louis Munster (1808-1899)                                           | Droite          | Agent de change, rentier, propriétaire Lieutenant-colonel à l'état-major de la Garde nationale de la Seine Maire de Saint-Rémy-lès-Chevreuse, conseiller d'arrondissement                                  |
| 1880    | 1917 (décès)      | Henri Marie Janin                                                   | Républicain     | Propriétaire, maire de Saint-Rémy-lès-Chevreuse, conseiller d'arrondissement Propriétaire rue Lamennais à Paris                                                                                            |
| 1917    | 1919              | siège vacant                                                        |                 | |
| 1919    | 1929 (décès)      | Gaston Malherbe                                                     | RG              | Ancien adjoint au Maire de Rennes Directeur général des affaires municipales à la Préfecture de la Seine, ancien Sous-Préfet de Rambouillet Propriétaire quai aux Fleurs à Paris                           |
| 1929    | 1932 (décès)      | Louis Rigal (1870-1932)                                             | SFIO            | Médecin, maire de Chevreuse (1925-1932) |
| 1932    | 1940              | Pierre Aumont                                                       | PRS             | Médecin, chirurgien des hôpitaux de Versailles Membre de la Commission administrative départementale (1941-1943) Nommé conseiller départemental en 1943                                                    |
|         |                   |                                                                     |                 | |
| 1943    | 1945              | Raymond Berrurier (1889-1967)                                       | Droite          | Notaire, ancien conseiller d'arrondissement Maire du Mesnil-Saint-Denis Membre de la Commission administrative départementale (1941-1943) Nommé conseiller départemental en 1943                           |
|         |                   |                                                                     |                 | |
| 1945    | 1951              | Robert Pluyaud (1917-1970)                                          | PCF             | Journaliste - Ancien résistant dans la Creuse |
| 1951    | 1967 (décès)      | Raymond Berrurier                                                   | DVD             | Notaire Maire du Mesnil-Saint-Denis, ancien conseiller d'arrondissement |
| 1967    | 1970              | Rémy Berlemont (1913-2001)                                          | PCF             | Traducteur et professeur, Chevreuse |
| 1970    | 1999 (démission)  | Claude Dumond                                                       | DVD puis UDF-FD | Médecin Maire de Dampierre-en-Yvelines (1969-2001) Suppléant de Jacqueline Thome-Patenôtre puis de Franck Borotra, députés                                                                                 |
| 1999    | 2015              | Yves Vandewalle                                                     | DVD puis UMP    | Professeur agrégé de géographie Suppléant de Valérie Pécresse (2002-2007) Député (2007-2012) Maire de Lévis-Saint-Nom (1989-2008) Vice-Président du Conseil Général Elu en 2015 dans le Canton de Maurepas |

### Conseillers d'arrondissement (de 1833 à 1940)
Le canton de Chevreuse appartenait à l'arrondissement d'Étampes.
| Période                                  | Période      | Identité                                        | Étiquette   | Qualité |
| ---------------------------------------- | ------------ | ----------------------------------------------- | ----------- | --- |
| 1833                                     | 1848         | Henri Louis Philippe Veaucouloux fils, dit Lamy |             | Commandant de la Garde nationale, propriétaire, maire de Senlisse                                           |
| 1848                                     | 1868 (décès) | Émile Delapalme (1793-1868)                     |             | Conseiller à la Cour de cassation, propriétaire à Lévis-Saint-Nom et à Paris                                |
| 1868                                     | 1874         | Louis Munster                                   | Droite      | Agent de change, propriétaire à Saint-Rémy-lès-Chevreuse et à Paris, rue de Londres                         |
| 1874                                     | 1875 (décès) | Henry Ditte (1830-1875)                         |             | Propriétaire à Paris, administrateur de compagnie d'assurances, maire de Saint-Rémy-lès-Chevreuse           |
| 1875                                     | 1880         | Henri Marie Janin                               | Républicain | Propriétaire, maire de Saint-Rémy-lès-Chevreuse                                                             |
| 1880                                     | 1907 (décès) | Victor Augustin Régnault (1842-1907)            |             | Propriétaire, maire de Dampierre (1883-1891)                                                                |
| 1907                                     | 1917 (décès) | Edmond Cadou (1843-1917)                        |             | Tanneur, maire de Chevreuse                                                                                 |
| 1917                                     | 1919         | siège vacant                                    |             | |
| 1919                                     | 1931         | Constant-Joseph-Désiré Corat                    | RG          | Cultivateur, maire de Coignières                                                                            |
| 1931                                     | 1937         | Eugène Plotin                                   | RG          | Maire de Coignières, Président du Conseil d'arrondissement                                                  |
| 1937                                     | 1940         | Raymond Berrurier                               | Droite      | Notaire à Coignières                                                                                        |
| 1940                                     |              |                                                 |             | Les conseils d'arrondissement ont été suspendus par la loi du 12 octobre 1940 et n'ont jamais été réactivés |
| Les données manquantes sont à compléter. |              |                                                 |             | |

## Démographie
| 1962   | 1968   | 1975   | 1982   | 1990   | 1999   | 2006   | 2011   | 2012   |
| ------ | ------ | ------ | ------ | ------ | ------ | ------ | ------ | ------ |
| 12 633 | 16 082 | 23 992 | 34 944 | 42 695 | 47 191 | 48 158 | 47 703 | 47 311 |